# Multihalle Meiningen

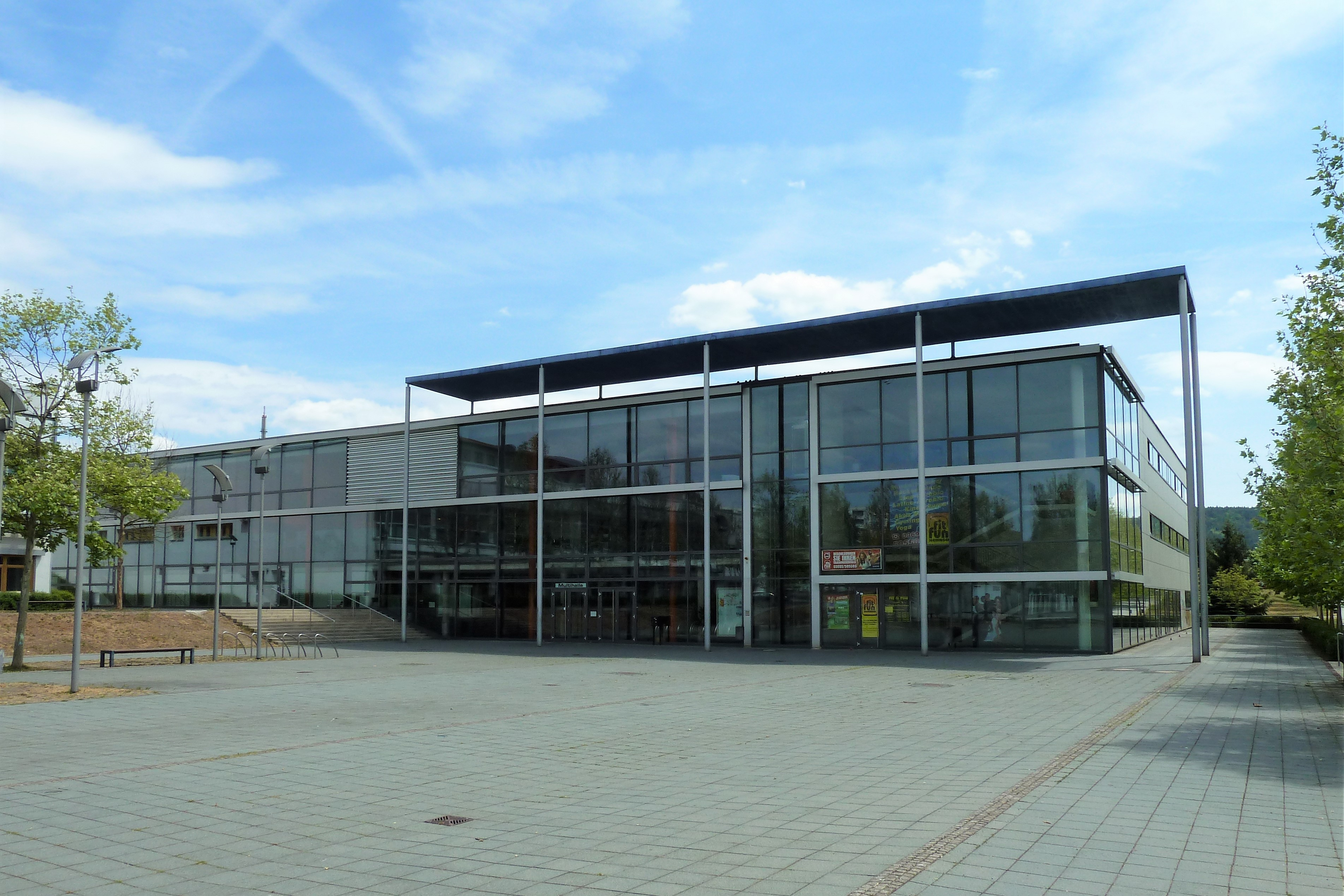
Multihalle Meiningen

Die Multihalle Meiningen, seit 2023 offiziell Reinhard-Kupietz-Halle, ist eine „Multifunktionelle Halle für Sport und Kultur“ in der südthüringischen Kreisstadt Meiningen. Träger der Multihalle sind der Meininger Sportstättenförderverein e.V. (SSFV Meiningen) und die Stadt Meiningen. Das Bauwerk erhielt 1998 den Thüringer Staatspreis für Architektur und Städtebau.

## Bauwerk
Die Multihalle wurde von 1995 bis 1997 errichtet. Architekt war Peter Kulka aus Köln. Als Bauherren fungierten als Gemeinschaft die Stadt Meiningen, der Landkreis Schmalkalden-Meiningen und der Freistaat Thüringen. Die Baukosten betrugen 23,5 Millionen D-Mark.
Die Halle hat eine Grundfläche von rund 6400 m². Sie ist eingeteilt in eine Dreifelder-Halle, die durch verschiebbare Saalelemente auf drei einzelne Felder geteilt oder unter Einbeziehung der Veranstaltungshalle auf eine Vierfelderhalle beziehungsweise eine einzige große Veranstaltungshalle vergrößert werden kann, sowie in eine Veranstaltungshalle und einen Freizeitbereich mit Gastronomie und Fitnesscenter. Mit ausziehbaren Teleskoptribünen lassen sich die Zuschauerplätze variieren.

## Nutzung

### Sport
Die Multihalle ist die Heimspielstätte der Volleyball-Damenmannschaft des VV 70 Meiningen, die in der Saison 2012/13 eine Saison in der Dritten Liga spielte und zurzeit in der Regionalliga Ost beheimatet ist. Die Halle wird von sechs weiteren Sportvereinen aus Meiningen, darunter von den Handballern des ESV Lok Meiningen für Trainingszwecke und als Heimspielstätte genutzt. Der Volleyball-Bundesligist VfB 91 Suhl nutzte in der Saison 2017/18 die Halle als Ausweich-Heimspielstätte und kehrt für ein Spiel am 4. Januar 2025 in die Halle zurück.
Eine bekannte Sportveranstaltung war der „Internationale Keltencup im Taekwondo“ des Kampfsportzentrums Universum Meiningen. Weitere internationale Veranstaltungen waren 2006 der Europacup im Ju-Jutsu (Veranstalter PSV Meiningen) und 2007 der 3. Europacup im Kobudo (Universum Meiningen). Seit 2012 werden hier im Oktober die Deutschen Meisterschaften im Country- und Westerntanz durchgeführt. Die Multihalle ist auch Austragungsort von Thüringer Meisterschaften, insbesondere im Turnen und Kampfsport sowie im karnevalistischen Tanzsport.
Weiter wird die Multihalle als Sportstätte für das benachbarte Henfling-Gymnasium und für Sportveranstaltungen jeglicher Art von örtlichen Schulen und Vereinen genutzt.
Der Halle angeschlossen ist das „Kegelsportzentrum an der Multihalle“ mit einer Bundeskegelbahn. Die 1. Damen- und Herrenmannschaften des hier beheimateten Vereins SV 1970 Meiningen kegeln zurzeit in der Verbandsliga, der höchsten Spielklasse in Thüringen. Die 1. Damenmannschaft errang 2014 den Thüringer Meistertitel und spielte 2014/15 in der 2. Bundesliga 120 Wurf Classic.

### Kultur
Die Multihalle ist Veranstaltungsort der Meininger Kleinkunsttage, von Karnevalveranstaltungen, Rockkonzerten, Tanzsportveranstaltungen, Tagungen und Musikveranstaltungen. Das MDR-Fernsehen übertrug bisher neben einigen Sportevents 2005 live eine Unterhaltungsshow mit bekannten nationalen und internationalen Künstlern aus der Multihalle. Das Südthüringer Regionalfernsehen (SRF) sendete bis 2015 monatlich aus der Multihalle mit der „sportsbar - die Meininger SRF-Sportlerrunde“ eine Talkrunde mit Sportlern und Veranstaltern, deren Themen aktuelle Sportereignisse waren. Neuer Austragungsort dieser Sendung ist seitdem das Hotel „Fronveste“ in Meiningen.
Im zweijährigen Turnus veranstaltet in der Multihalle der Meininger Sportstättenförderverein und die Tageszeitung Meininger Tageblatt den Meininger Sport- und Presseball. Geehrt werden aus Meiningen die Sportlerin, der Sportler und die Mannschaft der letzten zwei Jahre. Neben einem Showprogramm und der Ballnacht präsentieren sich als geladene Gäste bekannte deutsche Spitzensportler.
Seit 2015 besteht in der Multihalle das Willkommens- und Begegnungszentrum „Cabrini“ für Flüchtlinge und Migranten.